# Berylmys
Berylmys (Ellerman, 1947) è un genere di Roditori della famiglia dei Muridi, comunemente noti come ratti dai denti bianchi.

## Descrizione

### Dimensioni
Al genere Berylmys appartengono roditori di medie e grandi dimensioni, con lunghezza della testa e del corpo tra 135 e 285 mm, la lunghezza della coda tra 134 e 310 mm e un peso fino a 550 g.

### Caratteristiche craniche e dentarie
Il cranio presenta una scatola cranica di forma triangolare e le creste sopra-orbitali sono poco sviluppate. Lo smalto degli incisivi tende ad essere bianco o giallo pallido.
Sono caratterizzati dalla seguente formula dentaria:

### Aspetto
La pelliccia è corta e liscia. Le orecchie sono grandi e marroni scure, mentre i piedi sono lunghi e stretti. Le femmine hanno un paio di mammelle pettorali, un paio post-ascellari e due paia inguinali. In B.bowersi è presente un paio di mammelle post-ascellari in più.

## Distribuzione
Questo genere è diffuso nel Subcontinente indiano, in Cina e Indocina.

## Tassonomia
Il genere comprende 4 specie.
- Berylmys berdmorei
- Berylmys bowersi
- Berylmys mackenziei
- Berylmys manipulus